# 23-й Венецианский кинофестиваль
23-й Венецианский международный кинофестиваль проходил в Венеции, Италия, с 25 августа по 8 сентября 1962 года.
Иваново детство Андрея Тарковского — первый советский фильм, получивший «Золотого льва». Главный приз был разделён ещё с одним фильмом — «Семейная хроника» Валерио Дзурлини.

## Жюри
- Луиджи Кьярини (председатель жюри, Италия),
- Гульельмо Бираджи (Италия),
- Брайан Кавалларо,
- Артуро Ланочита (Италия),
- Жорж Шарансоль (Франция),
- Иосиф Хейфиц (СССР),
- Джон Хаусмен (США),
- Рональд Ним (Великобритания),
- Ханс Шаарвехтер (Западная Германия).

## Конкурсная программа
- Любитель птиц из Алькатраса, режиссёр Джон Франкенхаймер
- Дэвид и Лиза, режиссёр Фрэнк Перри
- Затопленные, режиссёр Фернандо Бирри
- Лолита, режиссёр Стэнли Кубрик
- Мама Рома, режиссёр Пьер Паоло Пазолини
- Нож в воде, режиссёр Роман Полански
- Семестр испытаний, режиссёр Питер Гленвилл
- Тереза Даскейру, режиссёр Жорж Франжу
- Жить своей жизнью, режиссёр Жан-Люк Годар
- Семейная хроника, режиссёр Валерио Дзурлини
- Иваново детство, режиссёр Андрей Тарковский
- Люди и звери, режиссёр Сергей Герасимов

## Награды
- Золотой лев:
  - Семейная хроника, фильм Валерио Дзурлини
  - Иваново детство, фильм Андрей Тарковский
- Специальный приз жюри: Жить своей жизнью, фильм Жан-Люк Годар
- Кубок Вольпи за лучшую мужскую роль: Берт Ланкастер — Любитель птиц из Алькатраса
- Кубок Вольпи за лучшую женскую роль: Эмманюэль Рива — Тереза Дескейру